# وايز
وايز (باليابانية: WISE) هو مغني ياباني، ولد في 10 أغسطس 1979 في ناغويا في اليابان.

## وصلات خارجية
- الموقع الرسمي
- وايز على موقع ميوزك برينز (الإنجليزية)
- وايز على موقع ديسكوغز (الإنجليزية)